# William Bourne
William Bourne (wahrscheinlich 1535–1582) war ein britischer Mathematiker, Gastwirt und ehemaliger Royal-Navy-Soldat, der die erste Person war, die einen Entwurf für ein fahrbares U-Boot entwarf sowie wichtige Navigationsanweisungen schrieb. Er wird auch William Bourne of Gravesend genannt.
1574 stellte er eine Version von Martín Cortés de Albacars Arte de Navegar her, die er „A Regiment for the Sea“ nannte. Nachdem er mit einigen Aspekten des Originals unzufrieden war, schrieb er eigene Anweisungen, die für Seeleute einfacher umzusetzen zu waren. Er beschrieb, wie man die Sterne und die Sonne am besten beobachtet, indem man einen Jakobsstab verwendet und wie man eine Küste vom Schiff aus plottet, indem man die Triangulation verwendet.

## Leben in Gravesend
Bevor Bourne seinen Entwurf für ein U-Boot erstellte, war er Kirchenvater in Gravesend. Sein Name taucht zum ersten Mal in der ersten Gründungsurkunde von Gravesend vom 5. Juni 1562 auf. Sein Name taucht ein zweites Mal als Kirchvater in der zweiten Charta von Gravesend, die am 5. Juli 1568 verfasst wurde, auf. Während der Zeit der zweiten Charta sind alle Handelsvorschriften in seiner Handschrift verfasst. Das bedeutet, dass er einen Stand als Kontorist auf dem Markt führte. Er arbeitete auch als einer von 14 Gastwirten in Gravesend.

## Inventions or Devises

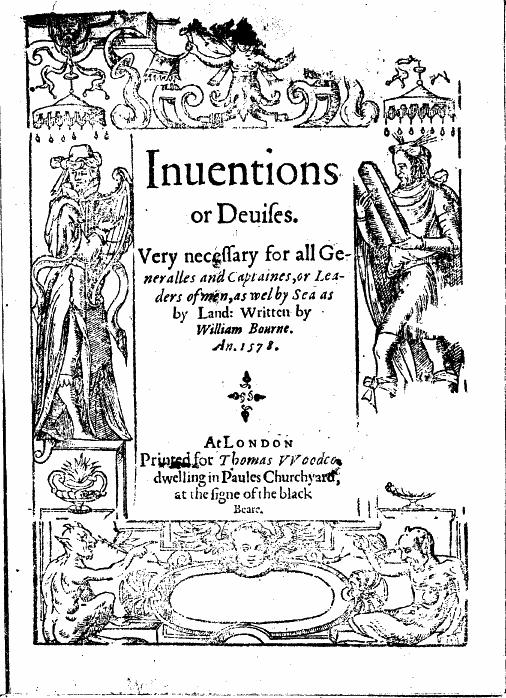
Die erste Seite von „Inventions or Devises“ von William Bourne, veröffentlicht 1578.

Das 1578 veröffentlichte Werk “Inventions or Devises” (deutsch: „Erfindungen oder Geräte“) ist Bournes wichtigstes Werk. Es bietet eine Vielzahl an Richtlinien und Hilfsmittel für Seeleute, insbesondere was die Kommunikation und Interaktion mit anderen Schiffen angeht. Das unter Nummer 21 gelistete Gerät ist der früheste bekannte Entwurf für ein Log. Er schreibt die Erfindung Humfray Cole, einem Offizier der Royal Mint, zu. Gerät Nummer 75 ist ein früher Entwurf für ein Winkeralphabet, welches auch nachts angewendet werden kann. Notwendig dafür ist ein vorab ausgemachter Code aus Lichtsignalen und bestimmten Steh-Positionen.
Eintrag Nummer 110 scheint ein Entwurf für ein Teleskop zu sein. Der Mathematiker und Vermesser Leonard Digges soll es angewendet haben, woraufhin Bourne durch den königlichen Chefberater William Cecil, 1. Baron Burghley beauftragt wurde, es zu untersuchen. In seiner Darstellung schaute man in einen großen gekrümmten Spiegel, der das von einer großen Linse erzeugte Bild reflektierte (Bourne bemerkte in seinem Bericht, dass das Gerät funktioniere, aber ein sehr enges Sichtfeld habe, was es für militärische Anwendungen unpraktisch mache). Dieses „rückwärts“ reflektierende Teleskop ist dem frühesten bekannten funktionierenden Teleskop um 30 Jahre vorausgegangen, aber seine unhandliche Natur scheint seine Entwicklung für den tatsächlichen Gebrauch verhindert zu haben.

### U-Boot-Entwurf

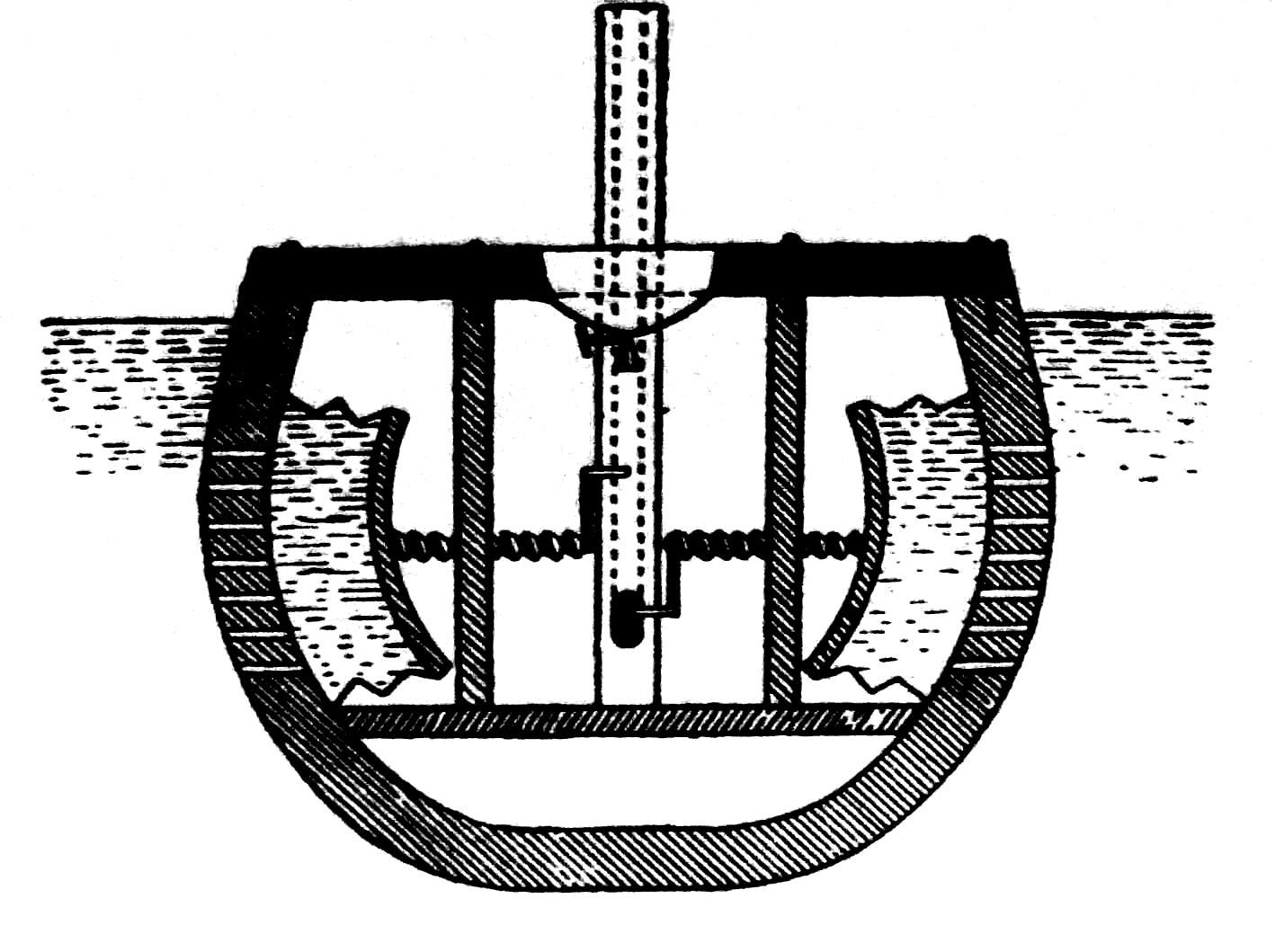
U-Boot von William Bourne, in Inventions or devices, 1578.

Der von ihm zuerst in dem Buch Inventions or Devises |Übersetzung=Erfindungen oder Geräte aus dem Jahr 1578 publizierte Entwurf ist einer der ersten jemals gemachten Entwürfe für ein schwimmfähiges Unterseeboot. Sein Entwurf sah vor, dass das Schiff durch Verringerung des Gesamt-Volumens tauchfähig wird (entgegen zeitgenössischen Entwürfen, die Ballasttanks einsetzen, um sinken zu können). Der eher als generelle Entwurf, als eine präzise Skizze zu verstehende Plan, beschreibt ein hölzernes Schiff, das mit wasserabweisendem Leder umspannt ist. Trotzdem wurde der Entwurf 1620 durch den Niederländer Cornelius Drebbel und 1729 durch Nathaniel Symons umgesetzt: bei beiden konnte ein „sinkendes Boot“ gebaut, werden, das das Prinzip der Volumenveränderung nutzte, um unterzutauchen.
In der dritten Staffel der kanadischen TV-Show The Re-Inventors wurde in der Folge „Bourne Submarine“ (Ausstrahlung am 12. September 2009) eine moderne Rekonstruktion des U-Boots versucht. Das U-Boot hatte bestenfalls eine begrenzte Funktionalität, da es bei einem Test-Tauchgang zum Zerreißen der Leder-Oberfläche kam, woraufhin das Boot sank.

## Publikationen (Auswahl)
- An Almanac and Prognostication for Three Years. 1571.
- William Bourns booke of artillery. 1572.
- Treasure for Travellers. 1572.
- Art of Shooting in Great Ordnance. 1572.
- A Regiment for the Sea. 1574 (11 englische Ausgaben von 1574 bis 1631, mindestens 3 niederländische Ausgaben ab 1594).
- A Booke called the Treasure for Traueilers. 1578 (1641neu als A Mate for Mariners veröffentlicht.).
- Inventions or Devises. Very Necessary for all Generalles and Captaines, as wel by Sea as by Land. 1578.
- The Arte of Shooting in Great Ordinance. 1578 (Auch 1587 und 1643).
- On Optical Glasses. In: James Orchard Halliwell-Phillipps (Hrsg.): Rara-mathematica: or, A collection of treatises on the mathematics and subjects connected with them, from ancient inedited manuscripts. London 1841 (Bayerische Staatsbibliothek).